# Yakhchal

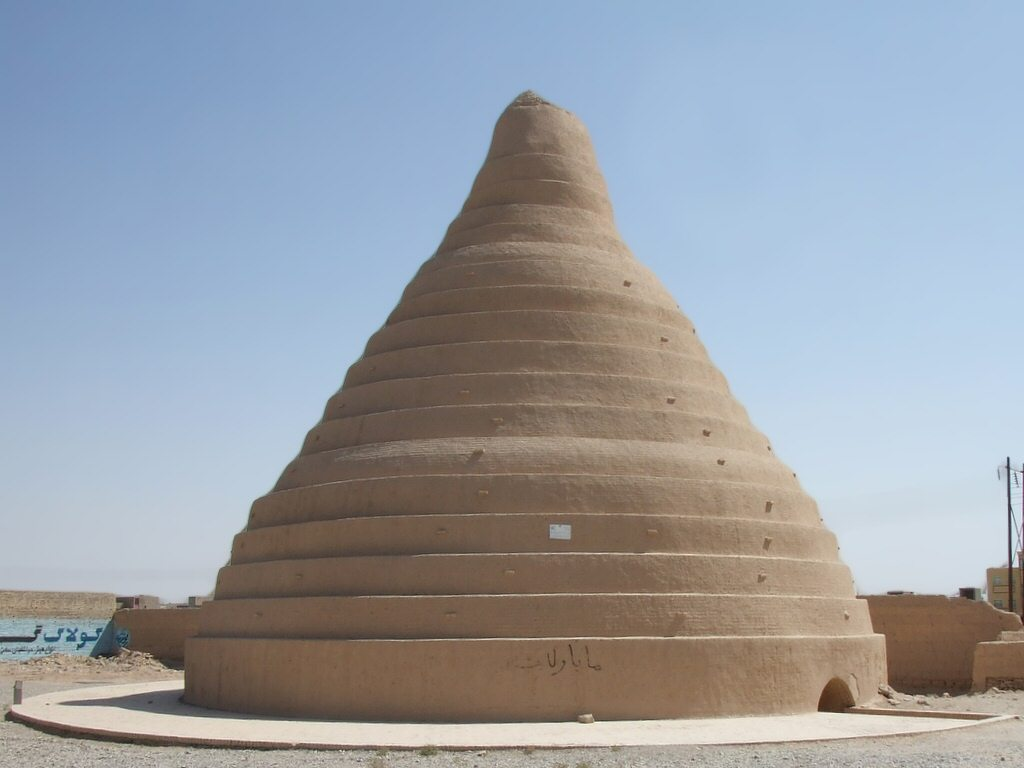
Yakhchal en Yazd, Irán

Un yakhchal (en persa: یخچال‎, literalmente "foso de hielo"; yakh significa "hielo" y chāl significa "foso") es un método arquitectónico para producir hielo y conservar alimentos que aprovechaba la refrigeración por evaporación y que se desarrolló en Persia. En la mayoría de los casos, se trataba de un edificio en forma de domo espiralado (cucurucho).

## Historia
Las antiguas poblaciones de Persia dominaron el control de temperatura durante el verano en el desierto a partir de los años 440 antes de Cristo. Sin embargo, las primeras referencias históricas del uso de Yakhchals para producir hielo se remontan al siglo XVII. Un viajero en la ciudad de Ispahan los describe de la siguiente manera:

Había multitud de Yakhchals en Ispahan; algunos de ellos eran de uso privado. Sin embargo, los pobres también podían usar el Yakhchal para enfriar agua. Sorbetes y frutas eran conservados con hielo en todas las tiendas. Grandes trozos de hielo eran llevados por burros y vendidos en toda la provincia. En Ispahan, la gente podía comprar hielo en el bazar o directamente del edificio del Yakhchal.
(Ernest Holster, 1870).

Al cabo del tiempo, por múltiples razones, los yakhchales dejaron de utilizarse progresivamente hasta caer en desuso. La principal razón de su declive fueron los refrigeradores modernos, que permitían producir hielo de manera individualizada y con menos esfuerzo. Además, el hielo industrial era más limpio que el de los yakhchales, que solía estar mezclado con polvo y tierra proveniente del estanque. Por último, la fuerte erosión provocada por el viento (sobre todo en zonas desérticas) hacía que los yakhchales requirieran un mantenimiento constante.

## Funcionamiento
Las partes sobre la tierra del Yakhchal estaban conectadas a los qanath (un sistema de canalizaciones de agua en el desierto) y también recibían agua a partir de captadores de viento. Durante la estación fría el agua se destinaba hacia el estanque, el cual se helaba durante la noche. Al amanecer, el hielo era cortado en trozos y llevado al almacén de hielo. Como el almacén de hielo tenía forma cónica, el aire atrapado en su interior se calentaba bajo la cúpula, mientras que las capas inferiores permanecían frescas. En ocasiones, los Yakhchal presentaban sistemas adicionales para mejorar la producción de hielo, como un pozo bajo la estructura para evacuar el exceso de agua de deshielo. También podían poseer varios canales de agua que enfriaban las piedras del canal del cual se extraía el hielo, así como el perímetro exterior de la bóveda.

## Tipos de Yakhchal
Los pozos de hielo de tipo Yakhchal se presentaban bajo tres formas diferentes.

### Yakhchal abovedado
Esta configuración podía encontrarse en las zonas desérticas del noroeste y del centro de Irán. Se trataba de unas construcciones en forma de cono con muros de adobe de más de un metro de ancho cuyo grosor disminuía hacia la cúspide de la bóveda. Para formar sus gruesas paredes se utilizaba un mortero especial impermeable llamado sarooj, que se preparaba mezclando arena, arcilla, piedra caliza, claras de huevo, pelo de cabra y ceniza en distintas proporciones. La parte exterior de los muros estaba jalonada con escaleras, que permitían reparar fácilmente su capa más expuesta a los elementos naturales. En el lateral de la bóveda solía haber un muro que proyectaba su sombra sobre el estanque al norte del mismo que servía para congelar el agua. Los Yakhchal en forma de bóveda solían tener dos puertas: una hacia el norte entre el área de congelación y el estanque, para introducir el hielo en el Yakhchal durante el invierno, y otra hacia el sur para extraer el hielo durante el verano. La puerta del extremo sur solía estar conectada con una escalera que descendía en el interior del edificio para así permitir alcanzar el hielo de sus partes más profundas. Cuando no eran utilizadas, las puertas eran selladas con lodo y adobe.

### Yakhchal subterráneo
Este tipo de construcción podía encontrarse en las regiones centrales y al norte de Irán como Teherán y Saveh. A diferencia del Yakhchal abovedado, la mayor parte de su estructura se encontraba por debajo del nivel del suelo. El techo solía estar hecho de ladrillo y adoptaba una forma de bóveda de cañón o de bóveda de crucería.

### Yakhchal descubierto
Este tipo de Yakhchal sin techo solo existía en Ispahán, y consistía simplemente en un muro que proyectaba su sombra sobre un estanque. En este caso, el hielo era traído de noche o al amanecer y llevado hasta el estanque. Entonces se rompía el hielo en pedazos y se vertía agua hasta crear una capa homogénea. Esta capa era cubierta con paja o mimbre antes de añadir otra capa de hielo. De esta manera se conseguía aislar mejor cada capa de hielo, y además resultaba más fácil sacar hielo del pozo durante el verano sin tener que romper todo el hielo del estanque. Esta técnica en varias capas también era usada en los yakhchal abovedados.